# Piet Bukman

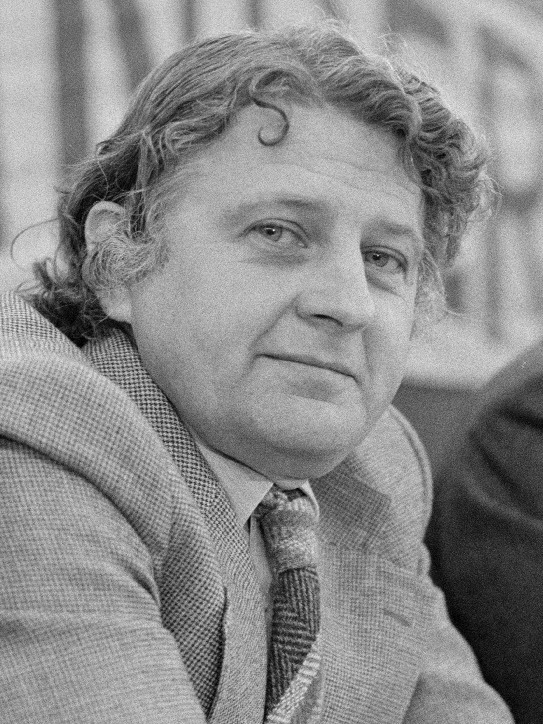
Piet Bukman (1980)

Pieter „Piet“ Bukman (* 7. Februar 1934 in Delft, Provinz Zuid-Holland; † 16. März 2022 in Voorschoten, Provinz Zuid-Holland) war ein niederländischer Politiker der Anti-Revolutionären Partei ARP (Anti-Revolutionaire Partij) sowie ab 1980 des Christlich-Demokratischen Aufrufs CDA (Christen-Democratisch Appèl), der unter anderem nach der Gründung der CDA zwischen 1980 und 1986 erster Parteivorsitzender nach der Fusion von ARP, Christlich-Historische Union CHU (Christelijk-Historische Unie) und Katholische Volkspartei KVP (Katholieke Volkspartij) sowie von 1985 bis 1987 Vorsitzender der Europäischen Volkspartei (EVP) war. Er bekleidete von 1986 bis 1989 das Amt als Minister ohne Geschäftsbereich mit der Verantwortung für Entwicklungszusammenarbeit (Minister zonder portefeuille, Minister voor Ontwikkelingssamenwerking), zwischen 1990 und 1994 als Minister für Landwirtschaft, Naturschutz und Fischerei(Minister van Landbouw, Natuurbehoud en Visserij) sowie als Nachfolger von Wim Deetman von 1996 bis 1998 als Vorsitzender der Zweiten Kammer der Generalstaaten (Tweede Kamer der Staten-Generaal), des Unterhauses des Parlaments (Staten-Generaal).

## Leben

### CDA-Vorsitzender, Mitglied der Ersten Kammer und Minister

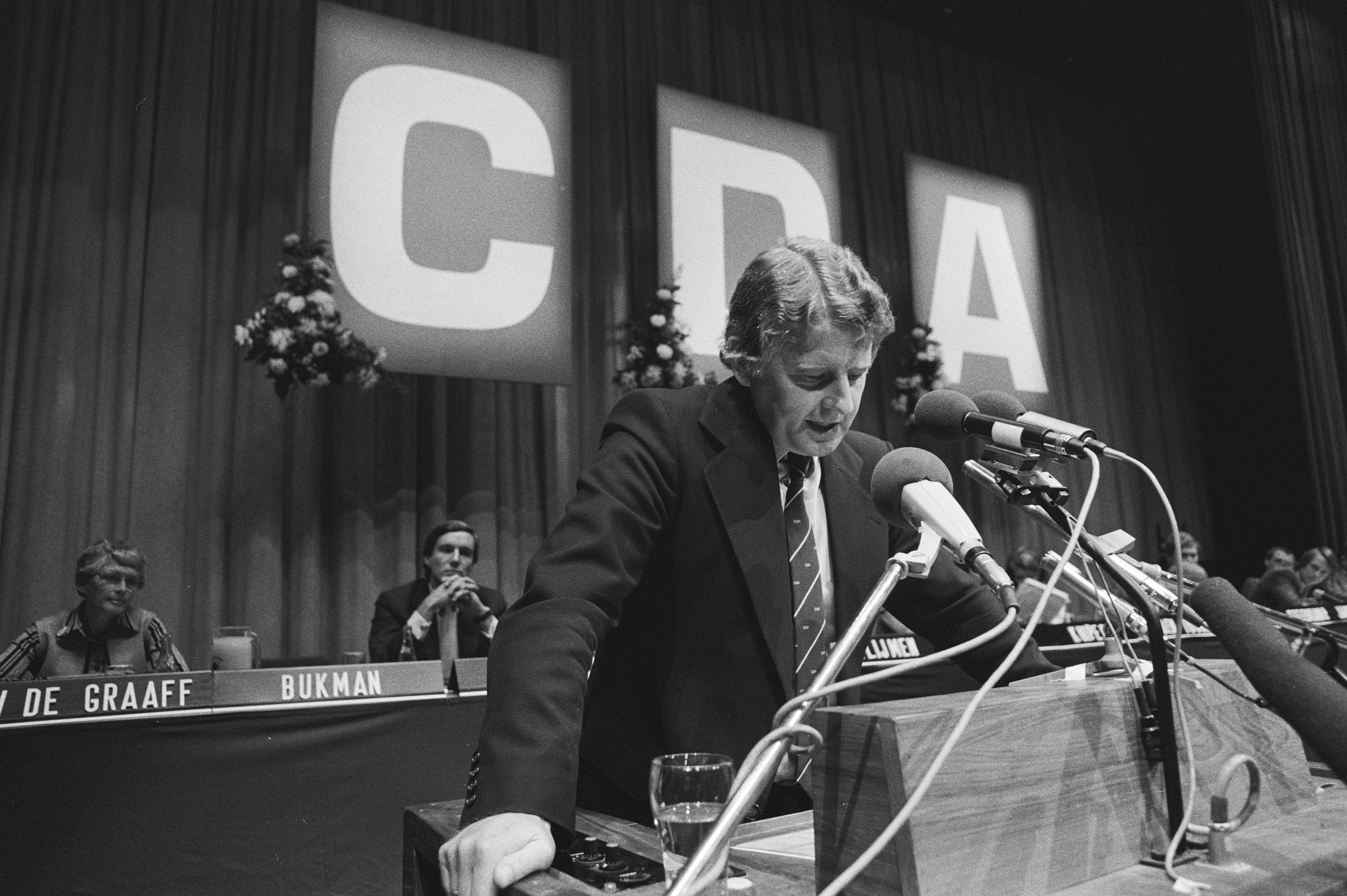
Piet Bukman auf dem CDA-Gründungsparteitag (1980).

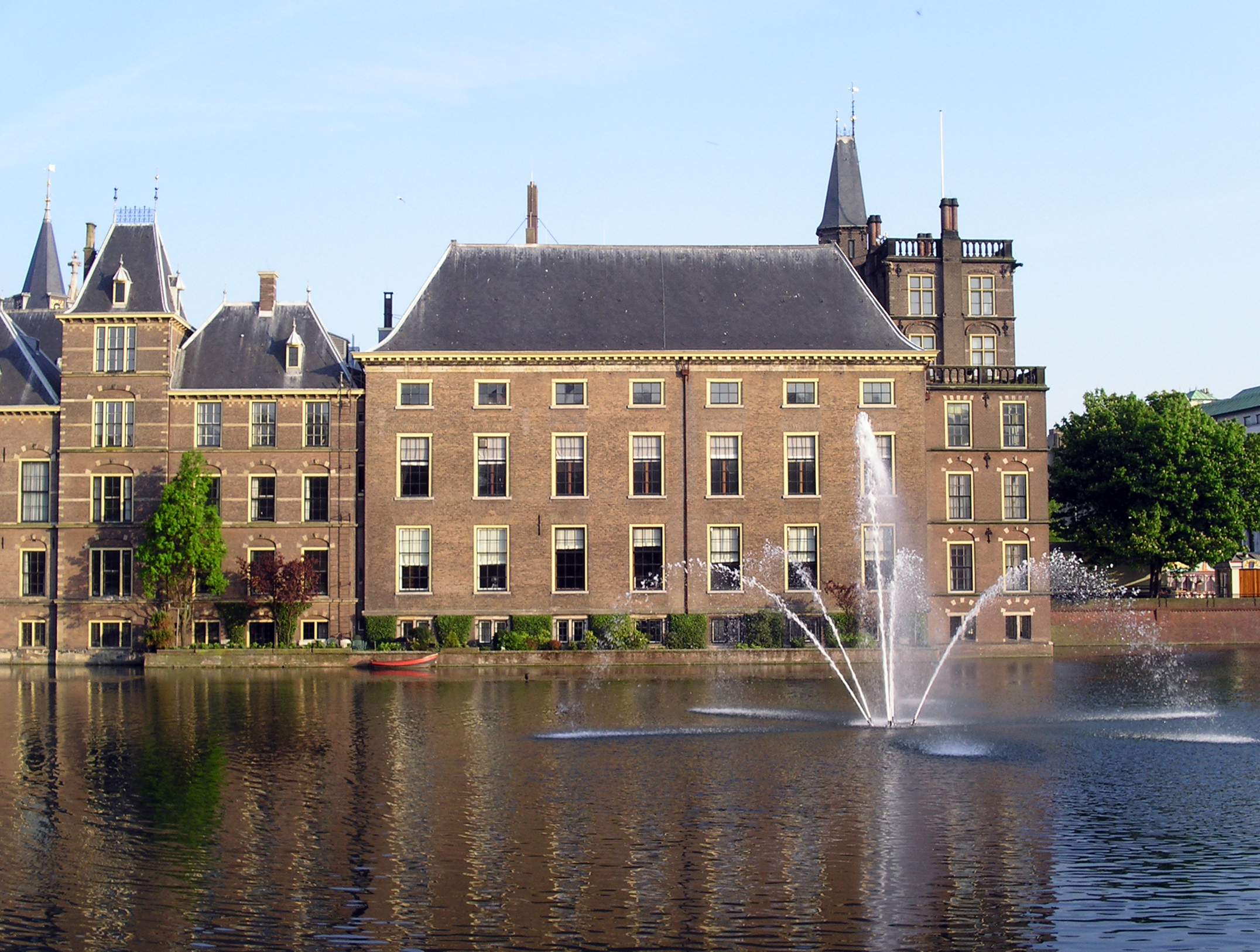
Piet Bukman gehörte von 1981 bis 1986 als Mitglied der Ersten Kammer der Generalstaaten (Eerste Kamer der Staten-Generaal) an, des Unterhauses des Parlaments (Staten-Generaal).

Pieter „Piet“ Bukman, der im elterlichen Gartenbaubetrieb in der Provinz Zuid-Holland aufwuchs, war nach dem Schulbesuch im Christlichen Bauern- und Gärtnerverband CBTB (Christelijke Boeren-en Tuindersbond) tätig und engagierte sich als Mitglied der Anti-Revolutionären Partei ARP (Anti-Revolutionaire Partij). Nach der Gründung der CDA am 11. Oktober 1980 wurde er erster Parteivorsitzender nach der Fusion von ARP, Christlich-Historische Union CHU (Christelijk-Historische Unie) und Katholische Volkspartei KVP (Katholieke Volkspartij) und bekleidete diese Funktion bis 1986, woraufhin Bert Fleers seine Nachfolge antrat. Am 10. Juni 1981 wurde er Mitglied der Ersten Kammer der Generalstaaten (Eerste Kamer der Staten-Generaal), des Oberhauses des Parlaments (Staten-Generaal), und gehörte dieser bis zum 14. Juli 1986. Als Nachfolger von Leo Tindemans fungierte er von 1985 bis zu seiner Ablösung durch Jacques Santer 1987 zudem als Vorsitzender der Europäischen Volkspartei (EVP). 1985 war er Sprecher der CDA-Fraktion bei den Beratungen des Gesetzentwurfes über das Abkommen mit den USA über die Stationierung von Marschflugkörpern.
Am 14. Juli 1986 übernahm Bukman im zweiten Kabinett Lubbers den Posten als Minister ohne Geschäftsbereich mit der Verantwortung für Entwicklungszusammenarbeit (Minister zonder portefeuille, Minister voor Ontwikkelingssamenwerking) und hatte diesen bis zum 7. November 1989 inne. Nach dem Rücktritt von Wim van Eekelen wurde er zudem am 6. September 1988 kommissarischer Verteidigungsminister (Minister van Defensie ad interim) und behielt dieses Amt bis zum 23. September 1988, woraufhin Frits Bolkestein neuer Verteidigungsminister wurde.

### Staatssekretär, Landwirtschaftsminister und Vorsitzender der Zweiten Kammer

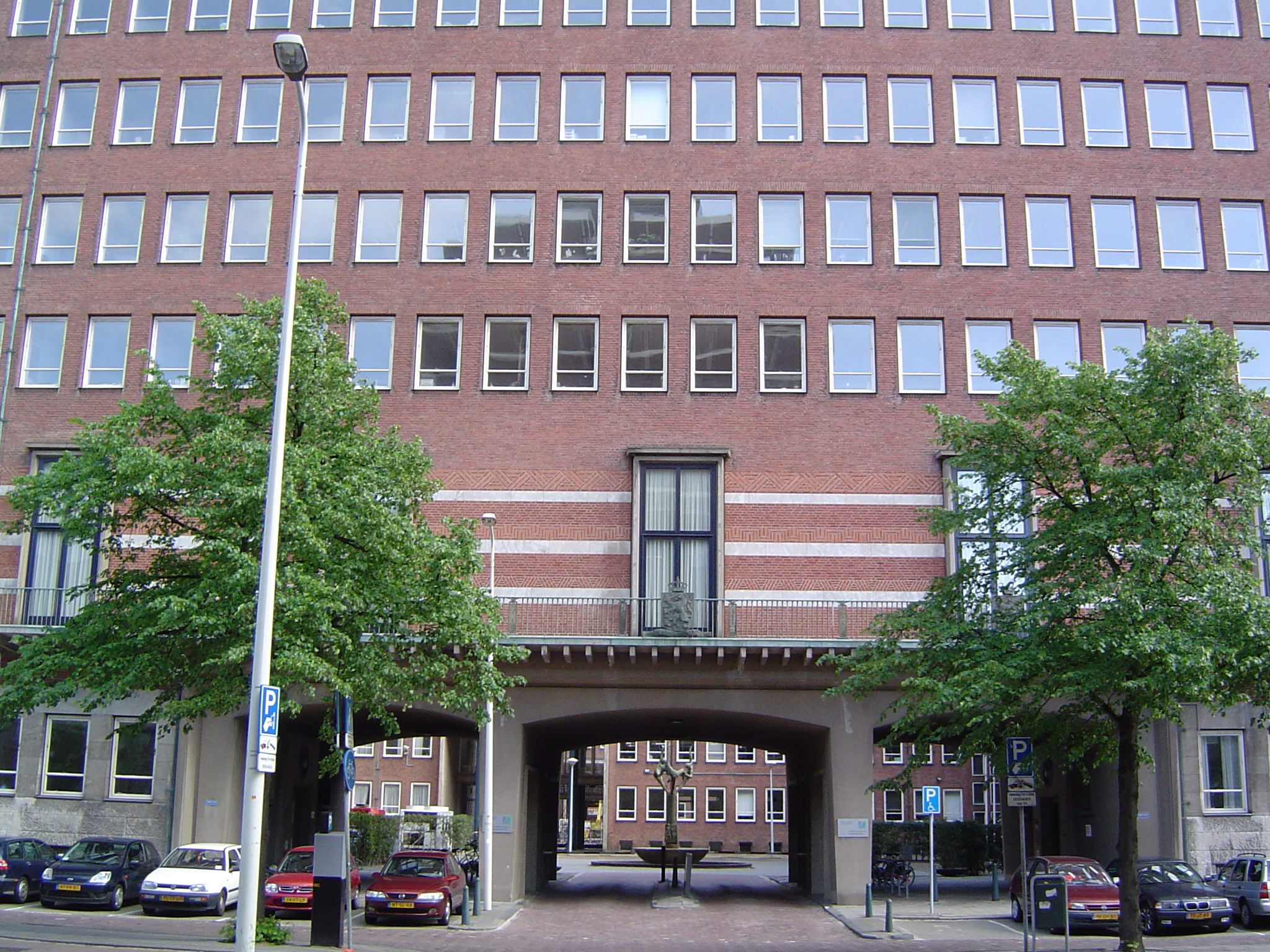
Piet Bukman bekleidete von 1990 bis 1994 das Amr als Minister für Landwirtschaft, Naturschutz und Fischerei (Minister van Landbouw, Natuurbehoud en Visserij).

Am 14. September 1989 wurde er Mitglied der Zweiten Kammer der Generalstaaten (Tweede Kamer der Staten-Generaal), des Unterhauses des Parlaments (Staten-Generaal), und gehörte dieser bis zum 7. November 1989 an. Anschließend wurde er – sehr gegen seinen Willen – am 7. November 1989 im dritten Kabinett Lubbers Staatssekretär im Wirtschaftsministerium (Staatssecretaris van Economische Zaken) und war als solcher bis zum 28. September 1990 zuständig für Handelspolitik, internationale Wirtschaftsbeziehungen im Allgemeinen, sowohl im bilateralen Kontext als auch in internationalen Organisationen wie Allgemeines Zoll- und Handelsabkommen (GATT), Organisation für wirtschaftliche Zusammenarbeit und Entwicklung (OECD), Benelux, Europäische Gemeinschaften und Wirtschaftskommission für Europa (UN/ECE), Exportpolitik und Informationen für den Export, Wettbewerb, gewerbliches Eigentum, ausländische Investitionen in den Niederlanden, wirtschaftliche Infrastruktur bis hin zu regionalen und metropolitanen Räumen, internationale Zusammenarbeit im Bereich der regionalen Wirtschaftsstruktur, Verbraucherpolitik sowie Tourismus. 
Im Zuge einer Regierungsumbildung übernahm er am 28. September 1990 im dritten Kabinett Lubbers von Bert de Vries den Posten als Minister für Landwirtschaft, Naturschutz und Fischerei (Minister van Landbouw, Natuurbehoud en Visserij) und bekleidete diesen bis zum 22. August 1994. 1993 veröffentlichte er gemeinsam mit den Ministern Koos Andriessen (Wirtschaft), Hans Alders (Wohnungswesen, Raumordnung und Umweltschutz) und Jo Ritzen (Bildung und Wissenschaft) das Agrartechnik-Memorandum „Leben in einer nachhaltigen Zukunft“ (‚Leven in een duurzame toekomst‘). 1993 wurde das Gülleverbringungsgesetz (Wet verplaatsing mestproduktie) erlassen, das unter anderem die Verbringung von Gülle in Güllekonzentrationsgebiete verbot. Das Gesetz sah strengere Regeln für die Entsorgung von Düngemitteln vor und galt bis zum 1. Januar 1997. Im Januar 1994 gab es Aufsehen, als sich herausstellte, dass er einen Brief an seinen Kollegen Andriessen geschrieben hatte, in dem er sich für einen einjährigen Aufschub der Erhöhung des Erdgaspreises für Gärtner aussprach. Er befürchtete, dass die Erhöhung den CDA bei den Wahlen im Mai 1994 Stimmen kosten könnte. 1994 erarbeitete er zusammen mit Minister Alders das Interimsgesetz über Ammoniak und Tierhaltung (Interimwet ammoniak en veehouderij). Dies war eine vorübergehende Regelung für die durch Viehbetriebe verursachten Ammoniakablagerungen. Kommunen wurde die Möglichkeit eingeräumt, Genehmigungen kurzfristig zu erteilen, wodurch Unternehmen verpflichtet werden könnten, innerhalb von fünf Jahren Investitionen zu tätigen, die zu einer deutlichen Reduzierung der Gülleablagerungen führen sollen, oder Tiere zu entsorgen oder umzusiedeln. 1994 wurde ferner ein Maßnahmenpaket in Höhe von 250 Millionen Gulden zur Lösung akuter Liquiditätsprobleme landwirtschaftlicher Betriebe und zur Stärkung der Wettbewerbsfähigkeit durch Qualitätsverbesserung und Innovation verabschiedet. Er engagierte sich ferner als Vorsitzender des Lenkungsausschusses Gewächshausgartenbau und Umwelt (Stuurgroep Glastuinbouw en Milieu) sowie als Vorsitzender des International Food & Agricultural Trade Policy Council (IPC) in Washington, D.C.

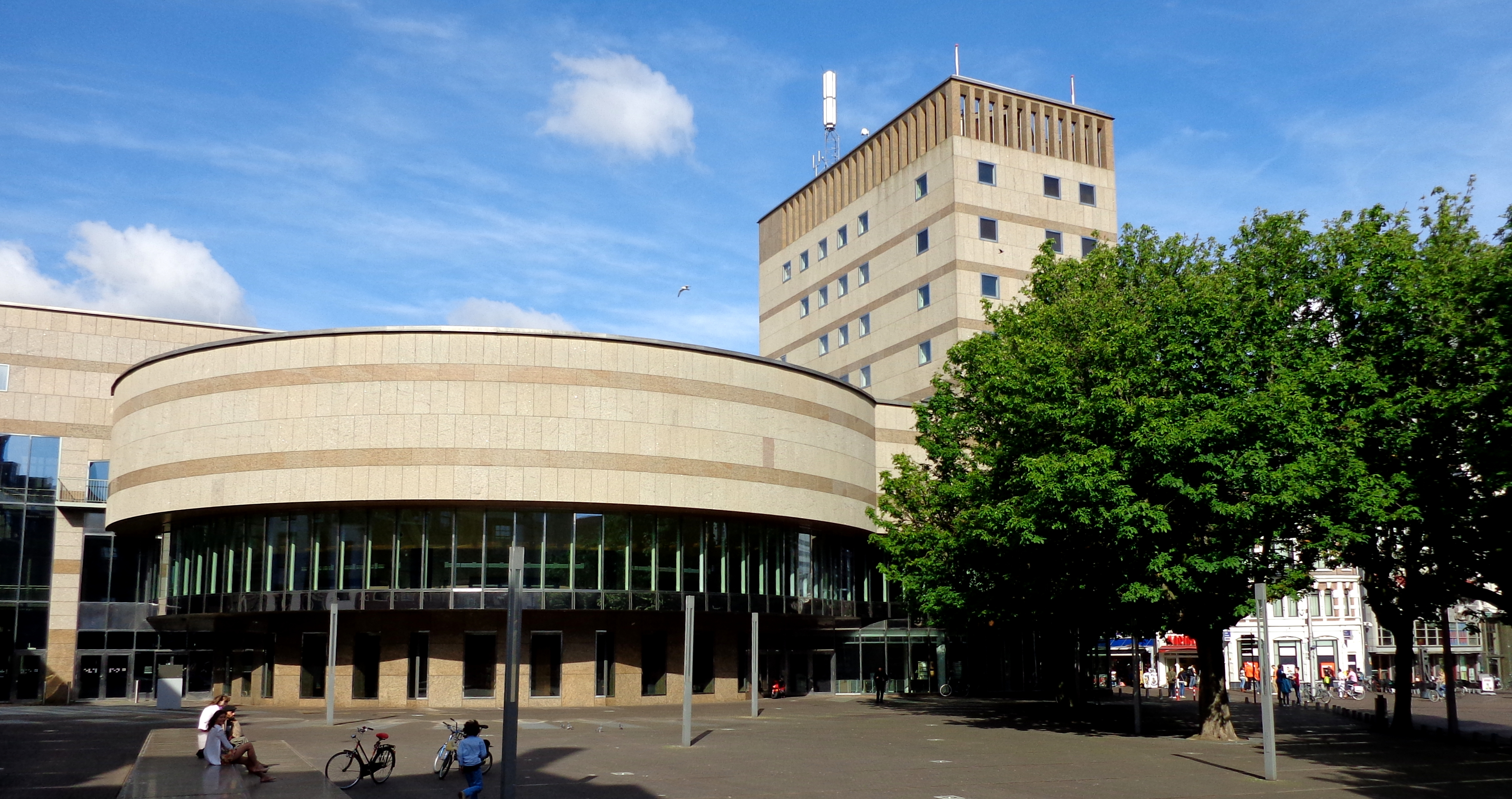
Bukman war zwischen 1996 und 1998 Vorsitzenden der Zweiten Kammer der Generalstaaten (Voorzitter Tweede Kamer der Staten-Generaal).

Nach seinem Ausscheiden aus der Regierung wurde Piet Bukman am 18. Mai 1994 erneut Mitglied der Zweiten Kammer der Generalstaaten, der er nunmehr bis zum 19. Mai 1998 angehörte. Zu Beginn seiner Parlamentszugehörigkeit befasste er sich hauptsächlich mit auswärtigen Angelegenheiten und Angelegenheiten der Antillen. Als Nachfolger von Wim Deetman wurde er am 3. Dezember 1996 zum Vorsitzenden der Zweiten Kammer der Generalstaaten (Voorzitter Tweede Kamer der Staten-Generaal) gewählt und erhielt 85 Stimmen, während auf seinen Parteifreund Ali Doelman-Pel 45 Stimmen entfielen. Er bekleidete das Amt als Vorsitzender des Präsidiums der Zweiten Kammer der Generalstaaten bis zum 19. Mai 1998 und war zugleich vom 3. Dezember 1996 bis zum 19. Mai 1998 Vorsitzender des Geschäftsausschusses der Zweiten Kammer (Voorzitter Commissie voor de Werkwijze). Am 23. September 1997 gab er bekannt, dass er für eine neue Amtszeit als Mitglied des Parlaments nicht zur Verfügung stehen würde. Parteivorsitzender Hans Helgers hatte ihn zuvor dazu geraten. Zu seiner Nachfolgerin als Vorsitzende der Zweiten Kammer wurde Jeltje van Nieuwenhoven gewählt.
Piet Bukman, der wegen seiner starken Führung als CDA-Vorsitzender den Spitznamen „Lenin van Voorschoten“ (‚de Lenin van Voorschoten‘), war mit einer Chefsekretärin verheiratet.

## Veröffentlichung
- Tradition und Aktualität der Bemühung um eine christlich-demokratische „Doktrin“, Mitautor, 1988, ISBN 3-88368-154-7